# Nieuwjaarsconcert van de Wiener Philharmoniker 2012
Het Nieuwjaarsconcert 2012 was het op nieuwjaarsdag uitgevoerde concert van de Wiener Philharmoniker vanuit Wenen door de Wiener Philharmoniker. Het orkest stond in 2012, net als in 2006, onder leiding van dirigent Mariss Jansons. Het orkest werd bij de Tritsch Tratsch Polka bijgestaan door de Wiener Sängerknaben.

## Programma
1. Johann en Joseph Strauss: "Vaterländischer Marsch"
2. Johann Strauss: "Rathausball-Tänze", Walzer, op. 438
3. Johann Strauss: "Entweder – oder!", Polka schnell, op. 403
4. Johann Strauss: "Tritsch-Tratsch", Polka, op. 214
5. Carl Michael Ziehrer: "Wiener Bürger", Walzer, op. 419
6. Johann Strauss: "Albion Polka", op. 102
7. Joseph Strauss: "Jokey Polka", Polka schnell, op. 278

Pauze
1. Joseph Hellmesberger d.J.: Danse Diabolique
2. Joseph Strauss: "Künstler-Gruß", Polka française, op. 274
3. Johann Strauss: "Freuet euch des Lebens", Walzer, op. 340
4. Johann Strauss Vater: "Sperl Galopp", op. 42
5. Hans Christian Lumbye: "Kopenhagener Eisenbahn Dampf Galopp"
6. Joseph Strauss: "Feuerfest", Polka française, op. 269
7. Eduard Strauss: "Carmen-Quadrille", op. 134
8. Peter I. Tschaikowsky: "Panorama" aus dem Ballet "Dornröschen", op. 66
9. Peter I. Tschaikowsky: "Walzer" aus dem Ballet "Dornröschen", op. 66
10. Johann en Joseph Strauss: "Pizzicato Polka"
11. Johann Strauss: "Persischer Marsch", op. 289
12. Joseph Strauss: "Brennende Liebe", Polka Mazur, op. 129
13. Joseph Strauss: "Delirien", Walzer, op. 212
14. Johann Strauss: "Unter Donner und Blitz", Polka schnell, op. 324

Naast walsen en polka's van Johann en Joseph Strauss wordt er dit jaar ook werk uitgevoerd van Joseph Hellmesberger en Tsjaikovski.